# Odźwiernik

Żołądek z zaznaczoną częścią odźwiernikową.

Odźwiernik (łac. pylorus) – mięśniowy pierścień łączący
żołądek z dwunastnicą. Buduje go zwieracz odźwiernika (musculus sphincter pylori), pokryty od strony światła żołądka fałdem błony śluzowej, tworzącym zastawkę odźwiernika (valvula pylori), otwierającą lub zamykającą się pod wpływem mięśnia i regulująca w ten sposób przepływ treści pokarmowej do dwunastnicy. W jego błonie śluzowej znajdują się gruczoły odźwiernikowe (wydzielające śluz) oraz komórki wytwarzające gastrynę.

## Choroby[2]
Niżej wymienione schorzenia leczy się operacyjnie:
- wrodzona niedrożność odźwiernika – występowanie błony, która zamyka odźwiernik;
- przerostowe zwężenie odźwiernika – różnej wielkości przerost mięśni odźwiernika, które przyjmują kształt twardego guza, zmniejszającego drożność; schorzenie ujawnia się w pełni w 2–3. tygodniu życia, częściej występuje u chłopców;
  - zwężenie odźwiernika u dorosłych – może być powikłaniem choroby wrzodowej zlokalizowanej blisko odźwiernika, której gojenie się prowadzi do powstania blizn, zwężających światło czasem nawet do kilku milimetrów; jest to często przyczyną rozszerzenia żołądka, wymiotów, odwodnienia oraz tworzenia nowych wrzodów; powodem zwężenia może być także nowotwór.